# Copa do Mundo FIFA de 2022 – Fase final
A fase eliminatória da Copa do Mundo FIFA 2022 foi a segunda e última fase da competição, iniciada após a fase de grupos. Ela começou em 3 de dezembro de 2022 com as oitavas de final e terminará em 18 de dezembro de 2022 com a partida final, realizada no Lusail Iconic Stadium na cidade de Lusail. As duas primeiras equipes de cada um dos 8 grupos (dezesseis no total) avançarão para a fase eliminatória para competir em um torneio estilo eliminação simples. Um play-off de terceiro lugar também será disputado entre as duas equipes perdedoras nas semifinais.
Todos os horários listados são locais, AST (UTC+3, Catar possui três horas à frente do horário universal, do Meridiano de Greenwich; horário de Portugal de acordo com o UTC 0; horário do Brasil de acordo com a UTC−3).

## Formato
Nesta fase eliminatória, as seleções se enfrentam em jogo único, onde o perdedor é eliminado e o vencedor se garante na próxima fase (quartas de final). Se uma partida estiver empatada ao final dos 90 minutos do tempo normal de jogo, será disputada uma prorrogação (dois períodos de 15 minutos cada). Se ainda houver empate após a prorrogação, a partida será decidida na disputa de pênaltis para determinar os vencedores.
Os chaveamentos entre as seleções são predeterminados: o primeiro colocado de um grupo (da fase de grupos) joga contra o segundo colocado do grupo seguinte. Esta fase eliminatória foi iniciada no dia 3, às 18h no Catar ( transmitido em Portugal às 15h; transmitido no Brasil às 12h).

## Seleções classificadas
Os dois primeiros colocados de cada um dos oito grupos se classificaram para a fase eliminatória.
| Grupo | Primeiro colocado | Segundo colocado |
| ----- | ----------------- | ---------------- |
| A     | Países Baixos     | Senegal          |
| B     | Inglaterra        | Estados Unidos   |
| C     | Argentina         | Polónia          |
| D     | França            | Austrália        |
| E     | Japão             | Espanha          |
| F     | Marrocos          | Croácia          |
| G     | Brasil            | Suíça            |
| H     | Portugal          | Coreia do Sul    |

## Tabela

### Esquema
|  | Oitavas de final                       | Oitavas de final                     |                                 |       | Quartas de final | Quartas de final |                                      |                                      | Semifinais | Semifinais |  |  | Final | Final |
|  |                                        |                                      |                                 |       |                  |                  |                                      |                                      |            |            |  |  |       |       |
|  | 3 de dezembro – Al Rayyan (Khalifa)    |                                      |                                 |       |                  |                  |                                      |                                      |            |            |  |  |       |       |
|  |                                        |                                      |                                 |       |                  |                  |                                      |                                      |            |            |  |  |       |       |
|  | Países Baixos                          | 3                                    |                                 |       |                  |                  |                                      |                                      |            |            |  |  |       |       |
|  | Países Baixos                          | 3                                    | 9 de dezembro – Lusail          |       |                  |                  |                                      |                                      |            |            |  |  |       |       |
|  | Estados Unidos                         | 1                                    |                                 |       |                  |                  |                                      |                                      |            |            |  |  |       |       |
|  | Estados Unidos                         | 1                                    | Países Baixos                   | 2 (3) |                  |                  |                                      |                                      |            |            |  |  |       |       |
|  | 3 de dezembro – Al Rayyan (A. bin Ali) |                                      | Países Baixos                   | 2 (3) |                  |                  |                                      |                                      |            |            |  |  |       |       |
|  |                                        | Argentina (pen.)                     | 2 (4)                           |       |                  |                  |                                      |                                      |            |            |  |  |       |       |
|  | Argentina                              | Argentina (pen.)                     | 2 (4)                           | 2     |                  |                  |                                      |                                      |            |            |  |  |       |       |
|  | Argentina                              |                                      | 13 de dezembro – Lusail         | 2     |                  |                  |                                      |                                      |            |            |  |  |       |       |
|  | Austrália                              | 1                                    |                                 |       |                  |                  |                                      |                                      |            |            |  |  |       |       |
|  | Austrália                              | 1                                    | Argentina                       | 3     |                  |                  |                                      |                                      |            |            |  |  |       |       |
|  | 5 de dezembro – Al Wakrah              |                                      | Argentina                       | 3     |                  |                  |                                      |                                      |            |            |  |  |       |       |
|  |                                        | Croácia                              | 0                               |       |                  |                  |                                      |                                      |            |            |  |  |       |       |
|  | Japão                                  | Croácia                              | 0                               | 1 (1) |                  |                  |                                      |                                      |            |            |  |  |       |       |
|  | Japão                                  | 9 de dezembro – Al Rayyan (Educação) |                                 | 1 (1) |                  |                  |                                      |                                      |            |            |  |  |       |       |
|  | Croácia (pen.)                         | 1 (3)                                |                                 |       |                  |                  |                                      |                                      |            |            |  |  |       |       |
|  | Croácia (pen.)                         | 1 (3)                                | Croácia (pen.)                  | 1 (4) |                  |                  |                                      |                                      |            |            |  |  |       |       |
|  | 5 de dezembro – Doha (Aboud)           |                                      | Croácia (pen.)                  | 1 (4) |                  |                  |                                      |                                      |            |            |  |  |       |       |
|  |                                        | Brasil                               | 1 (2)                           |       |                  |                  |                                      |                                      |            |            |  |  |       |       |
|  | Brasil                                 | Brasil                               | 1 (2)                           | 4     |                  |                  |                                      |                                      |            |            |  |  |       |       |
|  | Brasil                                 |                                      | 18 de dezembro – Lusail         | 4     |                  |                  |                                      |                                      |            |            |  |  |       |       |
|  | Coreia do Sul                          | 1                                    |                                 |       |                  |                  |                                      |                                      |            |            |  |  |       |       |
|  | Coreia do Sul                          | 1                                    | Argentina (pen.)                | 3 (4) |                  |                  |                                      |                                      |            |            |  |  |       |       |
|  | 4 de dezembro – Al Khor                |                                      | Argentina (pen.)                | 3 (4) |                  |                  |                                      |                                      |            |            |  |  |       |       |
|  |                                        | França                               | 3 (2)                           |       |                  |                  |                                      |                                      |            |            |  |  |       |       |
|  | Inglaterra                             | França                               | 3 (2)                           | 3     |                  |                  |                                      |                                      |            |            |  |  |       |       |
|  | Inglaterra                             | 10 de dezembro – Al Khor             |                                 | 3     |                  |                  |                                      |                                      |            |            |  |  |       |       |
|  | Senegal                                | 0                                    |                                 |       |                  |                  |                                      |                                      |            |            |  |  |       |       |
|  | Senegal                                | 0                                    | Inglaterra                      | 1     |                  |                  |                                      |                                      |            |            |  |  |       |       |
|  | 4 de dezembro – Doha (Thumama)         |                                      | Inglaterra                      | 1     |                  |                  |                                      |                                      |            |            |  |  |       |       |
|  |                                        | França                               | 2                               |       |                  |                  |                                      |                                      |            |            |  |  |       |       |
|  | França                                 | França                               | 2                               | 3     |                  |                  |                                      |                                      |            |            |  |  |       |       |
|  | França                                 |                                      | 14 de dezembro – Al Khor        | 3     |                  |                  |                                      |                                      |            |            |  |  |       |       |
|  | Polónia                                | 1                                    |                                 |       |                  |                  |                                      |                                      |            |            |  |  |       |       |
|  | Polónia                                | 1                                    | França                          | 2     |                  |                  |                                      |                                      |            |            |  |  |       |       |
|  | 6 de dezembro – Al Rayyan (Educação)   |                                      | França                          | 2     |                  |                  |                                      |                                      |            |            |  |  |       |       |
|  |                                        | Marrocos                             | 0                               |       | Terceiro lugar   | Terceiro lugar   |                                      |                                      |            |            |  |  |       |       |
|  | Marrocos (pen.)                        | Marrocos                             | 0                               | 0 (3) | Terceiro lugar   | Terceiro lugar   |                                      |                                      |            |            |  |  |       |       |
|  | Marrocos (pen.)                        | 10 de dezembro – Doha (Thumama)      | 10 de dezembro – Doha (Thumama) | 0 (3) |                  |                  | 17 de dezembro – Al Rayyan (Khalifa) | 17 de dezembro – Al Rayyan (Khalifa) |            |            |  |  |       |       |
|  | Espanha                                | 10 de dezembro – Doha (Thumama)      | 10 de dezembro – Doha (Thumama) | 0 (0) |                  |                  | 17 de dezembro – Al Rayyan (Khalifa) | 17 de dezembro – Al Rayyan (Khalifa) |            |            |  |  |       |       |
|  | Espanha                                | Marrocos                             | 1                               | 0 (0) | Croácia          | 2                |                                      |                                      |            |            |  |  |       |       |
|  | 6 de dezembro – Lusail                 | Marrocos                             | 1                               |       | Croácia          | 2                |                                      |                                      |            |            |  |  |       |       |
|  |                                        | Portugal                             | 0                               |       | Marrocos         | 1                |                                      |                                      |            |            |  |  |       |       |
|  | Portugal                               | Portugal                             | 0                               | 6     | Marrocos         | 1                |                                      |                                      |            |            |  |  |       |       |
|  | Portugal                               |                                      |                                 | 6     |                  |                  |                                      |                                      |            |            |  |  |       |       |
|  | Suíça                                  | 1                                    |                                 |       |                  |                  |                                      |                                      |            |            |  |  |       |       |
|  | Suíça                                  | 1                                    |                                 |       |                  |                  |                                      |                                      |            |            |  |  |       |       |

## Encontros anteriores em Copas do Mundo

### Oitavas de final
- Países Baixos x Estados Unidos: Nenhum encontro
- Argentina x Austrália: Nenhum encontro
- França x Polônia:
  - 1982, disputa pelo terceiro lugar: Polônia 3–2 França
- Inglaterra x Senegal: Nenhum encontro
- Japão x Croácia:
  - 1998, fase de grupos: Japão 0–1 Croácia
  - 2006, fase de grupos: Japão 0–0 Croácia
- Brasil x Coréia do Sul: Nenhum encontro
- Marrocos x Espanha:
  - 2018, fase de grupos: Espanha 2–2 Marrocos
- Portugal x Suíça: Nenhum encontro

### Quartas de final
- Países Baixos x Argentina:
  - 1974, segunda fase: Países Baixos 4–0 Argentina
  - 1978, final: Países Baixos 1–3 Argentina
  - 2006, fase de grupos: Países Baixos 0–0 Argentina
  - 2014, semifinal: Países Baixos (2)0–0(4) Argentina
- Croácia x Brasil:
  - 2006, fase de grupos: Brasil 1–0 Croácia
  - 2014, fase de grupos: Brasil 3–1 Croácia
- Marrocos x Portugal:
  - 1986, fase de grupos: Marrocos 3–1 Portugal
  - 2018, fase de grupos: Portugal 1–0 Marrocos
- Inglaterra x França:
  - 1966, fase de grupos: Inglaterra 2–0 França
  - 1982, fase de grupos: Inglaterra 3–1 França

### Semifinais
- Argentina x Croácia:
  - 1998, fase de grupos: Argentina 1–0 Croácia
  - 2018, fase de grupos: Croácia 3–0 Argentina
- França x Marrocos: Nenhum encontro

### Disputa pelo terceiro lugar
- Croácia x Marrocos:
  - 2022, fase de grupos: Marrocos 0–0 Croácia

### Final
- Argentina x França:
  - 1930, fase de grupos: Argentina 1–0 França
  - 1978, fase de grupos: Argentina 2–1 França
  - 2018, oitavas de final: França 4–3 Argentina

## Oitavas de final
| 3 de dezembro           | Países Baixos                          | 3 – 1     | Estados Unidos | Estádio Internacional Khalifa, Al Rayyan    |
| 18:00 (UTC+3) Histórico | Depay 10' · Blind 45+1' · Dumfries 81' | Relatório | Wright 76'     | Público: 44 846 Árbitro: BRA Wilton Sampaio |

| Países Baixos | Estados Unidos |

| GK             | 23 | Andries Noppert  |     |       |
| CB             | 2  | Jurriën Timber   |     |       |
| CB             | 4  | Virgil van Dijk  |     |       |
| CB             | 5  | Nathan Aké       |     | 90+3' |
| RM             | 22 | Denzel Dumfries  |     |       |
| CM             | 15 | Marten de Roon   |     | 46'   |
| CM             | 21 | Frenkie de Jong  | 87' |       |
| LM             | 17 | Daley Blind      |     |       |
| AM             | 14 | Davy Klaassen    |     | 46'   |
| CF             | 8  | Cody Gakpo       |     | 90+3' |
| CF             | 10 | Memphis Depay    |     | 83'   |
| Substituições: |    |                  |     |       |
| MF             | 20 | Teun Koopmeiners | 60' | 46'   |
| FW             | 7  | Steven Bergwijn  |     | 46'   |
| MF             | 25 | Xavi Simons      |     | 83'   |
| DF             | 3  | Matthijs de Ligt |     | 90+3' |
| FW             | 19 | Wout Weghorst    |     | 90+3' |
| Treinador:     |    |                  |     |       |
| Louis van Gaal |    |                  |     |       |

| GK              | 1  | Matt Turner       |  |       |
| RB              | 2  | Sergiño Dest      |  | 75'   |
| CB              | 3  | Walker Zimmerman  |  |       |
| CB              | 13 | Tim Ream          |  |       |
| LB              | 5  | Antonee Robinson  |  | 90+2' |
| DM              | 4  | Tyler Adams       |  |       |
| CM              | 6  | Yunus Musah       |  |       |
| CM              | 8  | Weston McKennie   |  | 67'   |
| RF              | 21 | Timothy Weah      |  | 67'   |
| CF              | 9  | Jesús Ferreira    |  | 46'   |
| LF              | 10 | Christian Pulisic |  |       |
| Substituições:  |    |                   |  |       |
| FW              | 7  | Giovanni Reyna    |  | 46'   |
| FW              | 11 | Brenden Aaronson  |  | 67'   |
| FW              | 19 | Haji Wright       |  | 67'   |
| DF              | 22 | DeAndre Yedlin    |  | 75'   |
| FW              | 16 | Jordan Morris     |  | 90+2' |
| Treinador:      |    |                   |  |       |
| Gregg Berhalter |    |                   |  |       |

| Homem do Jogo: Denzel Dumfries Bandeirinhas: Bruno Boschilia Bruno Pires Quarto árbitro: Andrés Matonte Quinto árbitro: Nicolás Taran Árbitro assistente de vídeo: Nicolas Gallo Árbitros assistentes de árbitro de vídeo: Juan Soto Ashley Beecham Mauro Vigliano Jerson dos Santos |

| 3 de dezembro           | Argentina               | 2 – 1     | Austrália            | Estádio Ahmed bin Ali, Al Rayyan              |
| 22:00 (UTC+3) Histórico | Messi 35' · Álvarez 57' | Relatório | Fernández 77' (g.c.) | Público: 45 032 Árbitro: POL Szymon Marciniak |

| Argentina | Australia |

| GK             | 23 | Emiliano Martínez   |  |     |
| RB             | 26 | Nahuel Molina       |  | 80' |
| CB             | 13 | Cristian Romero     |  |     |
| CB             | 19 | Nicolás Otamendi    |  |     |
| LB             | 8  | Marcos Acuña        |  | 71' |
| DM             | 24 | Enzo Fernández      |  |     |
| CM             | 7  | Rodrigo De Paul     |  |     |
| CM             | 20 | Alexis Mac Allister |  | 80' |
| RF             | 9  | Julián Álvarez      |  | 71' |
| CF             | 10 | Lionel Messi        |  |     |
| LF             | 17 | Papu Gómez          |  | 50' |
| Substituições: |    |                     |  |     |
| DF             | 25 | Lisandro Martínez   |  | 50' |
| FW             | 22 | Lautaro Martínez    |  | 71' |
| DF             | 3  | Nicolás Tagliafico  |  | 71' |
| MF             | 14 | Exequiel Palacios   |  | 80' |
| DF             | 4  | Gonzalo Montiel     |  | 80' |
| Treinador:     |    |                     |  |     |
| Lionel Scaloni |    |                     |  |     |

| GK             | 1  | Mathew Ryan    |     |     |
| RB             | 2  | Miloš Degenek  | 38' | 71' |
| CB             | 19 | Harry Souttar  |     |     |
| CB             | 4  | Kye Rowles     |     |     |
| LB             | 16 | Aziz Behich    |     |     |
| RM             | 7  | Mathew Leckie  |     | 71' |
| CM             | 26 | Keanu Baccus   |     | 58' |
| CM             | 13 | Aaron Mooy     |     |     |
| LM             | 14 | Riley McGree   |     | 58' |
| CF             | 15 | Mitchell Duke  |     | 71' |
| CF             | 22 | Jackson Irvine | 15' |     |
| Substituições: |    |                |     |     |
| MF             | 10 | Ajdin Hrustic  |     | 58' |
| FW             | 23 | Craig Goodwin  |     | 58' |
| FW             | 21 | Garang Kuol    |     | 71' |
| FW             | 9  | Jamie Maclaren |     | 71' |
| DF             | 5  | Fran Karačić   |     | 71' |
| Treinador:     |    |                |     |     |
| Graham Arnold  |    |                |     |     |

| Homem do Jogo: Lionel Messi Bandeirinhas: Paweł Sokolnicki Tomasz Listkiewicz Quarto árbitro: Mario Escobar Quinto árbitro: Kathryn Nesbitt Árbitro assistente de vídeo: Tomasz Kwiatkowski Árbitros assistentes de árbitro de vídeo: Marco Fritz Alessandro Giallatini Benoit Millot Ciro Carbone |

A França enfrentou a Polônia 16 vezes, vencendo oito, empatando cinco e perdendo três. As três derrotas incluíram a disputa do terceiro lugar na Copa do Mundo de 1982, que a Polônia venceu por 3–2.
| 4 de dezembro           | França                         | 3 – 1     | Polónia                  | Estádio Al Thumama, Doha                      |
| 18:00 (UTC+3) Histórico | Giroud 44' · Mbappé 74', 90+1' | Relatório | Lewandowski 90+9' (pen.) | Público: 40 989 Árbitro: VEN Jesús Valenzuela |

| França | Polónia |

| GK               | 1  | Hugo Lloris         |     |       |
| RB               | 5  | Jules Koundé        |     | 90+2' |
| CB               | 4  | Raphaël Varane      |     |       |
| CB               | 18 | Dayot Upamecano     |     |       |
| LB               | 22 | Theo Hernández      |     |       |
| CM               | 8  | Aurélien Tchouaméni | 32' | 66'   |
| CM               | 14 | Adrien Rabiot       |     |       |
| RW               | 11 | Ousmane Dembélé     |     | 76'   |
| AM               | 7  | Antoine Griezmann   |     |       |
| LW               | 10 | Kylian Mbappé       |     |       |
| CF               | 9  | Olivier Giroud      |     | 76'   |
| Substituições:   |    |                     |     |       |
| MF               | 13 | Youssouf Fofana     |     | 66'   |
| FW               | 20 | Kingsley Coman      |     | 76'   |
| FW               | 26 | Marcus Thuram       |     | 76'   |
| DF               | 3  | Axel Disasi         |     | 90+2' |
| Treinador:       |    |                     |     |       |
| Didier Deschamps |    |                     |     |       |

| GK                  | 1  | Wojciech Szczęsny     |     |     |
| RB                  | 2  | Matty Cash            | 88' |     |
| CB                  | 15 | Kamil Glik            |     |     |
| CB                  | 14 | Jakub Kiwior          |     | 87' |
| LB                  | 18 | Bartosz Bereszyński   | 47' |     |
| DM                  | 10 | Grzegorz Krychowiak   |     | 71' |
| CM                  | 20 | Piotr Zieliński       |     |     |
| CM                  | 19 | Sebastian Szymański   |     | 64' |
| RW                  | 13 | Jakub Kamiński        |     | 71' |
| LW                  | 24 | Przemysław Frankowski |     | 87' |
| CF                  | 9  | Robert Lewandowski    |     |     |
| Substituições:      |    |                       |     |     |
| FW                  | 7  | Arkadiusz Milik       |     | 64' |
| MF                  | 21 | Nicola Zalewski       |     | 71' |
| MF                  | 6  | Krystian Bielik       |     | 71' |
| DF                  | 5  | Jan Bednarek          |     | 87' |
| MF                  | 11 | Kamil Grosicki        |     | 87' |
| Treinador:          |    |                       |     |     |
| Czesław Michniewicz |    |                       |     |     |

| Homem do Jogo: Kylian Mbappé Bandeirinhas: Jorge Urrego Tulio Moreno Quarto árbitro: Kevin Ortega Quinto árbitro: Michael Orué Árbitro assistente de vídeo: Juan Soto Árbitros assistentes de árbitro de vídeo: Mauro Vigliano Neuza Back Julio Bascuñán Martín Soppi |

Este será o primeiro encontro entre as duas equipes.
| 4 de dezembro           | Inglaterra                            | 3 – 0     | Senegal | Estádio Al Bayt, Al Khor                 |
| 22:00 (UTC+3) Histórico | Henderson 38' · Kane 45+3' · Saka 57' | Relatório |         | Público: 65 985 Árbitro: SLV Iván Barton |

| Inglaterra | Senegal |

| GK               | 1  | Jordan Pickford  |  |     |
| RB               | 2  | Kyle Walker      |  |     |
| CB               | 5  | John Stones      |  | 76' |
| CB               | 6  | Harry Maguire    |  |     |
| LB               | 3  | Luke Shaw        |  |     |
| DM               | 4  | Declan Rice      |  |     |
| CM               | 8  | Jordan Henderson |  | 82' |
| CM               | 22 | Jude Bellingham  |  | 76' |
| RF               | 17 | Bukayo Saka      |  | 65' |
| CF               | 9  | Harry Kane       |  |     |
| LF               | 20 | Phil Foden       |  | 65' |
| Substituições:   |    |                  |  |     |
| FW               | 11 | Marcus Rashford  |  | 65' |
| FW               | 7  | Jack Grealish    |  | 65' |
| MF               | 19 | Mason Mount      |  | 76' |
| DF               | 15 | Eric Dier        |  | 76' |
| MF               | 14 | Kalvin Phillips  |  | 82' |
| Treinador:       |    |                  |  |     |
| Gareth Southgate |    |                  |  |     |

| GK             | 16 | Édouard Mendy     |     |     |
| RB             | 21 | Youssouf Sabaly   |     |     |
| CB             | 3  | Kalidou Koulibaly | 76' |     |
| CB             | 22 | Abdou Diallo      |     |     |
| LB             | 14 | Ismail Jakobs     |     | 84' |
| CM             | 11 | Pathé Ciss        |     | 46' |
| CM             | 6  | Nampalys Mendy    |     |     |
| RW             | 15 | Krépin Diatta     |     | 46' |
| AM             | 13 | Iliman Ndiaye     |     | 46' |
| LW             | 18 | Ismaïla Sarr      |     |     |
| CF             | 9  | Boulaye Dia       |     | 72' |
| Substituições: |    |                   |     |     |
| MF             | 17 | Pape Matar Sarr   |     | 46' |
| FW             | 20 | Bamba Dieng       |     | 46' |
| MF             | 26 | Pape Gueye        |     | 46' |
| FW             | 19 | Famara Diédhiou   |     | 72' |
| DF             | 12 | Fodé Ballo-Touré  |     | 84' |
| Treinador:     |    |                   |     |     |
| Aliou Cissé    |    |                   |     |     |

| Homem do Jogo: Harry Kane Bandeirinhas: David Morán Kathryn Nesbitt Quarto árbitro: Saíd Martínez Quinto árbitro: Helpys Raymundo Feliz Árbitro assistente de vídeo: Drew Fischer Árbitros assistentes de árbitro de vídeo: Armando Villarreal Corey Parker Nicolás Gallo Kyle Atkins |

| 5 de dezembro           | Japão     | 1 – 1 (pro) | Croácia     | Estádio Al Janoub, Al-Wakrah               |
| 18:00 (UTC+3) Histórico | Maeda 43' | Relatório   | Perišić 55' | Público: 42 523 Árbitro: USA Ismail Elfath |

|                               |       | Penalidades                    |  |
| Minamino Mitoma Asano Yoshida | 1 – 3 | Vlašić Brozović Livaja Pašalić |  |

| Japão | Croácia |

| GK              | 12 | Shūichi Gonda     |  |      |
| CB              | 16 | Takehiro Tomiyasu |  |      |
| CB              | 22 | Maya Yoshida      |  |      |
| CB              | 3  | Shogo Taniguchi   |  |      |
| RM              | 14 | Junya Ito         |  |      |
| CM              | 6  | Wataru Endo       |  |      |
| CM              | 13 | Hidemasa Morita   |  | 106' |
| LM              | 5  | Yuto Nagatomo     |  | 64'  |
| RF              | 8  | Ritsu Doan        |  | 87'  |
| CF              | 25 | Daizen Maeda      |  | 64'  |
| LF              | 15 | Daichi Kamada     |  | 75'  |
| Substituições:  |    |                   |  |      |
| MF              | 9  | Kaoru Mitoma      |  | 64'  |
| FW              | 18 | Takuma Asano      |  | 64'  |
| DF              | 19 | Hiroki Sakai      |  | 75'  |
| FW              | 10 | Takumi Minamino   |  | 87'  |
| MF              | 17 | Ao Tanaka         |  | 106' |
| Treinador:      |    |                   |  |      |
| Hajime Moriyasu |    |                   |  |      |

| GK             | 1  | Dominik Livaković |       |      |      |
| RB             | 22 | Josip Juranović   |       |      |      |
| CB             | 6  | Dejan Lovren      |       |      |      |
| CB             | 20 | Joško Gvardiol    |       |      |      |
| LB             | 3  | Borna Barišić     | 116'  |      |      |
| DM             | 11 | Marcelo Brozović  |       |      |      |
| CM             | 10 | Luka Modrić       |       | 99'  |      |
| CM             | 8  | Mateo Kovačić     | 90+1' | 99'  |      |
| RF             | 9  | Andrej Kramarić   |       | 68'  |      |
| CF             | 16 | Bruno Petković    |       | 62'  |      |
| LF             | 4  | Ivan Perišić      |       | 106' |      |
| Substituições: |    |                   |       |      |      |
| FW             | 17 | Ante Budimir      |       | 62'  | 106' |
| MF             | 15 | Mario Pašalić     |       | 68'  |      |
| MF             | 7  | Lovro Majer       |       | 99'  |      |
| MF             | 13 | Nikola Vlašić     |       | 99'  |      |
| FW             | 14 | Marko Livaja      |       | 106' |      |
| MF             | 18 | Mislav Oršić      |       | 106' |      |
| Treinador:     |    |                   |       |      |      |
| Zlatko Dalić   |    |                   |       |      |      |

| Homem do Jogo: Dominik Livaković Bandeirinhas: Corey Parker Kyle Atkins Quarto árbitro: Mustapha Ghorbal Quinto árbitro: Nicolás Taran Árbitro assistente de vídeo: Nicolas Gallo Árbitros assistentes de árbitro de vídeo: Julio Bascuñán Ezequiel Brailovsky Paolo Valeri Abdelhak Etchiali |

O Brasil já enfrentou a Coreia do Sul sete vezes, vencendo seis e perdendo uma. Eles se encontraram mais recentemente em junho de 2022, quando o Brasil venceu por 5–1.
| 5 de dezembro           | Brasil                                                                       | 4 – 1     | Coreia do Sul     | Estádio 974, Doha                           |
| 22:00 (UTC+3) Histórico | Vinícius Júnior 7' · Neymar 13' (pen.) · Richarlison 29' · Lucas Paquetá 36' | Relatório | Paik Seung-Ho 76' | Público: 43 847 Árbitro: FRA Clément Turpin |

| Brasil | Coreia do Sul |

| GK             | 1  | Alisson            |  | 80' |
| RB             | 14 | Éder Militão       |  | 63' |
| CB             | 4  | Marquinhos         |  |     |
| CB             | 3  | Thiago Silva       |  |     |
| LB             | 2  | Danilo             |  | 72' |
| CM             | 5  | Casemiro           |  |     |
| CM             | 7  | Lucas Paquetá      |  |     |
| RW             | 11 | Raphinha           |  |     |
| AM             | 10 | Neymar             |  | 80' |
| LW             | 20 | Vinícius Júnior    |  | 72' |
| CF             | 9  | Richarlison        |  |     |
| Substituições: |    |                    |  |     |
| DF             | 13 | Daniel Alves       |  | 63' |
| FW             | 26 | Gabriel Martinelli |  | 72' |
| DF             | 24 | Bremer             |  | 72' |
| GK             | 12 | Weverton           |  | 80' |
| FW             | 21 | Rodrygo            |  | 80' |
| Treinador:     |    |                    |  |     |
| Tite           |    |                    |  |     |

| GK             | 1  | Kim Seung-gyu  |     |     |
| RB             | 15 | Kim Moon-hwan  |     |     |
| CB             | 4  | Kim Min-jae    |     |     |
| CB             | 19 | Kim Young-gwon |     |     |
| LB             | 3  | Kim Jin-su     |     | 46' |
| RM             | 10 | Lee Jae-sung   |     | 74' |
| CM             | 5  | Jung Woo-young | 44' | 46' |
| CM             | 6  | Hwang In-beom  |     | 65' |
| LM             | 11 | Hwang Hee-chan |     |     |
| CF             | 9  | Cho Gue-sung   |     | 80' |
| CF             | 7  | Son Heung-min  |     |     |
| Substituições: |    |                |     |     |
| DF             | 14 | Hong Chul      |     | 46' |
| MF             | 13 | Son Jun-ho     |     | 46' |
| MF             | 8  | Paik Seung-ho  |     | 65' |
| MF             | 18 | Lee Kang-in    |     | 74' |
| FW             | 16 | Hwang Ui-jo    |     | 80' |
| Treinador:     |    |                |     |     |
| Paulo Bento    |    |                |     |     |

| Homem do Jogo: Neymar Bandeirinhas: Nicolas Danos Cyril Gringore Quarto árbitro: Slavko Vinčić Quinto árbitro: Tomaž Klančnik Árbitro assistente de vídeo: Jérôme Brisard Árbitros assistentes de árbitro de vídeo: Alejandro Hernández Hernández Roberto Díaz Pérez del Palomar Benoît Millot Anton Shchetinin |

| 6 de dezembro           | Marrocos | 0 – 0 (pro) | Espanha | Estádio da Cidade da Educação, Al Rayyan        |
| 18:00 (UTC+3) Histórico |          | Relatório   |         | Público: 44 667 Árbitro: ARG Fernando Rapallini |

|                             |       | Penalidades            |  |
| Sabiri Ziyech Banoun Hakimi | 3 – 0 | Sarabia Soler Busquets |  |

| Marrocos | Espanha |

| GK             | 1  | Yassine Bounou        |     |      |
| RB             | 2  | Achraf Hakimi         |     |      |
| CB             | 5  | Nayef Aguerd          |     | 84'  |
| CB             | 6  | Romain Saïss          | 90' |      |
| LB             | 3  | Noussair Mazraoui     |     | 82'  |
| DM             | 4  | Sofyan Amrabat        |     |      |
| CM             | 8  | Azzedine Ounahi       |     | 120' |
| CM             | 15 | Selim Amallah         |     | 82'  |
| RF             | 7  | Hakim Ziyech          |     |      |
| CF             | 19 | Youssef En-Nesyri     |     | 82'  |
| LF             | 17 | Sofiane Boufal        |     | 66'  |
| Substituições: |    |                       |     |      |
| FW             | 16 | Abdessamad Ezzalzouli |     | 66'  |
| FW             | 21 | Walid Cheddira        |     | 82'  |
| MF             | 11 | Abdelhamid Sabiri     |     | 82'  |
| DF             | 25 | Yahia Attiyat Allah   |     | 82'  |
| DF             | 18 | Jawad El Yamiq        |     | 84'  |
| DF             | 24 | Badr Banoun           |     | 120' |
| Treinador:     |    |                       |     |      |
| Walid Regragui |    |                       |     |      |

| GK             | 23 | Unai Simón      |     |      |      |
| RB             | 6  | Marcos Llorente |     |      |      |
| CB             | 16 | Rodri           |     |      |      |
| CB             | 24 | Aymeric Laporte | 77' |      |      |
| LB             | 18 | Jordi Alba      |     | 98'  |      |
| DM             | 5  | Sergio Busquets |     |      |      |
| CM             | 9  | Gavi            |     | 63'  |      |
| CM             | 26 | Pedri           |     |      |      |
| RF             | 11 | Ferran Torres   |     | 75'  |      |
| CF             | 10 | Marco Asensio   |     | 63'  |      |
| LF             | 21 | Dani Olmo       |     | 98'  |      |
| Substituições: |    |                 |     |      |      |
| FW             | 7  | Álvaro Morata   |     | 63'  |      |
| MF             | 19 | Carlos Soler    |     | 63'  |      |
| FW             | 12 | Nico Williams   |     | 75'  | 119' |
| DF             | 14 | Alejandro Balde |     | 98'  |      |
| FW             | 25 | Ansu Fati       |     | 98'  |      |
| FW             | 22 | Pablo Sarabia   |     | 119' |      |
| Treinador:     |    |                 |     |      |      |
| Luis Enrique   |    |                 |     |      |      |

| Homem do Jogo: Yassine Bounou Bandeirinhas: Juan Pablo Belatti Diego Bonfá Quarto árbitro: Raphael Claus Quinto árbitro: Bruno Pires Árbitro assistente de vídeo: Mauro Vigliano Árbitros assistentes de árbitro de vídeo: Nicolás Gallo Nicolás Taran Julio Bascuñán Bruno Boschilia |

| 6 de dezembro           | Portugal                                                                           | 6 – 1     | Suíça      | Estádio Nacional de Lusail, Lusail       |
| 22:00 (UTC+3) Histórico | Gonçalo Ramos 17', 51', 67' · Pepe 33' · Raphaël Guerreiro 55' · Rafael Leão 90+2' | Relatório | Akanji 58' | Público: 83 720 Árbitro: MEX César Ramos |

| Portugal | Suíça |

| GK              | 22 | Diogo Costa       |  |     |
| RB              | 2  | Diogo Dalot       |  |     |
| CB              | 3  | Pepe              |  |     |
| CB              | 4  | Rúben Dias        |  |     |
| LB              | 5  | Raphaël Guerreiro |  |     |
| DM              | 14 | William Carvalho  |  |     |
| CM              | 25 | Otávio            |  | 74' |
| CM              | 10 | Bernardo Silva    |  | 81' |
| RF              | 8  | Bruno Fernandes   |  | 87' |
| CF              | 26 | Gonçalo Ramos     |  | 74' |
| LF              | 11 | João Félix        |  | 74' |
| Substituições:  |    |                   |  |     |
| FW              | 7  | Cristiano Ronaldo |  | 74' |
| FW              | 21 | Ricardo Horta     |  | 74' |
| MF              | 16 | Vitinha           |  | 74' |
| MF              | 18 | Rúben Neves       |  | 81' |
| FW              | 15 | Rafael Leão       |  | 87' |
| Treinador:      |    |                   |  |     |
| Fernando Santos |    |                   |  |     |

| GK             | 1  | Yann Sommer         |     |     |
| RB             | 2  | Edimilson Fernandes |     |     |
| CB             | 22 | Fabian Schär        | 43' | 46' |
| CB             | 5  | Manuel Akanji       |     |     |
| LB             | 13 | Ricardo Rodriguez   |     |     |
| CM             | 8  | Remo Freuler        |     | 54' |
| CM             | 10 | Granit Xhaka        |     |     |
| RW             | 23 | Xherdan Shaqiri     |     |     |
| AM             | 15 | Djibril Sow         |     | 54' |
| LW             | 17 | Ruben Vargas        |     | 66' |
| CF             | 7  | Breel Embolo        |     | 89' |
| Substituições: |    |                     |     |     |
| DF             | 18 | Eray Cömert         | 59' | 46' |
| MF             | 6  | Denis Zakaria       |     | 54' |
| FW             | 9  | Haris Seferović     |     | 54' |
| FW             | 19 | Noah Okafor         |     | 66' |
| MF             | 26 | Ardon Jashari       |     | 89' |
| Treinador:     |    |                     |     |     |
| Murat Yakin    |    |                     |     |     |

| Homem do Jogo: Gonçalo Ramos Bandeirinhas: Alberto Morín Miguel Hernández Quarto árbitro: István Kovács Quinto árbitro: Ovidiu Artene Árbitro assistente de vídeo: Drew Fischer Árbitros assistentes de árbitro de vídeo: Massimiliano Irrati Ciro Carbone Pol van Boekel Alessandro Giallatini |

## Quartas de final
A Croácia enfrentou o Brasil quatro vezes, perdendo três e empatando uma. Dois deles aconteceram na fase de grupos da Copa do Mundo, com o Brasil vencendo as duas vezes: 1–0 em 2006 e 3–1 em 2014.
| 9 de dezembro           | Croácia       | 1 – 1 (pro) | Brasil        | Estádio da Cidade da Educação, Al Rayyan    |
| 18:00 (UTC+3) Histórico | Petković 117' | Relatório   | Neymar 105+1' | Público: 43 893 Árbitro: ENG Michael Oliver |

|                           |       | Penalidades                       |  |
| Vlašić Majer Modrić Oršić | 4 – 2 | Rodrygo Casemiro Pedro Marquinhos |  |

| Croácia | Brasil |

| GK             | 1  | Dominik Livaković |      |      |
| RB             | 22 | Josip Juranović   |      |      |
| CB             | 6  | Dejan Lovren      |      |      |
| CB             | 20 | Joško Gvardiol    |      |      |
| LB             | 19 | Borna Sosa        |      | 110' |
| DM             | 11 | Marcelo Brozović  | 31'  | 114' |
| CM             | 10 | Luka Modrić       |      |      |
| CM             | 8  | Mateo Kovačić     |      | 106' |
| RF             | 15 | Mario Pašalić     |      | 72'  |
| CF             | 9  | Andrej Kramarić   |      | 72'  |
| LF             | 4  | Ivan Perišić      |      |      |
| Substituições: |    |                   |      |      |
| MF             | 13 | Nikola Vlašić     |      | 72'  |
| FW             | 16 | Bruno Petković    | 117' | 72'  |
| MF             | 7  | Lovro Majer       |      | 106' |
| FW             | 17 | Ante Budimir      |      | 110' |
| MF             | 18 | Mislav Oršić      |      | 114' |
| Treinador:     |    |                   |      |      |
| Zlatko Dalić   |    |                   |      |      |

| GK             | 1  | Alisson         |     |      |
| RB             | 14 | Éder Militão    |     | 106' |
| CB             | 4  | Marquinhos      | 77' |      |
| CB             | 3  | Thiago Silva    |     |      |
| LB             | 2  | Danilo          | 25' |      |
| CM             | 7  | Lucas Paquetá   |     | 106' |
| CM             | 5  | Casemiro        | 68' |      |
| RW             | 11 | Raphinha        |     | 56'  |
| AM             | 10 | Neymar          |     |      |
| LW             | 20 | Vinícius Júnior |     | 64'  |
| CF             | 9  | Richarlison     |     | 84'  |
| Substituições: |    |                 |     |      |
| FW             | 19 | Antony          |     | 56'  |
| FW             | 21 | Rodrygo         |     | 64'  |
| FW             | 25 | Pedro           |     | 84'  |
| DF             | 6  | Alex Sandro     |     | 106' |
| MF             | 8  | Fred            |     | 106' |
| Treinador:     |    |                 |     |      |
| Tite           |    |                 |     |      |

| Homem do Jogo: Dominik Livaković Bandeirinhas: Stuart Burt Gary Beswick Quarto árbitro: Mustapha Ghorbal Quinto árbitro: Abdelhak Etchiali Árbitro assistente de vídeo: Pol van Boekel Árbitros assistentes de árbitro de vídeo: Massimiliano Irrati Kathryn Nesbitt Juan Soto Redouane Jiyed Mokrane Gourari |

Os Países Baixos enfrentaram a Argentina nove vezes, vencendo quatro, empatando três e perdendo duas. Cinco delas aconteceram na Copa do Mundo: uma vitória por 4 a 0 para os neerlandeses na segunda fase de grupos em 1974 foi respondida com uma vitória por 3 a 1 para os argentinos na final de 1978. Os neerlandeses venceram por 2–1 nas quartas de final de 1998 antes de dois empates sem gols na fase de grupos de 2006 e em seu confronto mais recente nas semifinais de 2014, apenas para os argentinos vencerem nos pênaltis desta vez.
| 9 de dezembro           | Países Baixos        | 2 – 2 (pro) | Argentina                    | Estádio Nacional de Lusail, Lusail               |
| 22:00 (UTC+3) Histórico | Weghorst 83', 90+11' | Relatório   | Molina 35' · Messi 73' (pen) | Público: 88 235 Árbitro: ESP Antonio Mateu Lahoz |

|                                                     |       | Penalidades                                           |  |
| Van Dijk Berghuis Koopmeiners Weghorst Luuk de Jong | 3 – 4 | Messi Paredes Montiel Enzo Fernández Lautaro Martínez |  |

| Países Baixos | Argentina |

| GK             | 23 | Andries Noppert  |                |      |
| CB             | 2  | Jurriën Timber   | 43'            |      |
| CB             | 4  | Virgil van Dijk  | 90+1'          |      |
| CB             | 5  | Nathan Aké       |                |      |
| RM             | 22 | Denzel Dumfries  | 120+8', 120+9' |      |
| CM             | 15 | Marten de Roon   |                | 46'  |
| CM             | 21 | Frenkie de Jong  |                |      |
| LM             | 17 | Daley Blind      |                | 64'  |
| AM             | 8  | Cody Gakpo       |                | 113' |
| CF             | 10 | Memphis Depay    |                | 78'  |
| CF             | 7  | Steven Bergwijn  | 91'            | 46'  |
| Substituições: |    |                  |                |      |
| MF             | 11 | Steven Berghuis  | 88'            | 46'  |
| MF             | 20 | Teun Koopmeiners |                | 46'  |
| FW             | 9  | Luuk de Jong     |                | 64'  |
| FW             | 19 | Wout Weghorst    | 45+2'          | 78'  |
| FW             | 12 | Noa Lang         |                | 113' |
| Treinador:     |    |                  |                |      |
| Louis van Gaal |    |                  |                |      |

| GK                          | 23 | Emiliano Martínez   |        |      |
| CB                          | 13 | Cristian Romero     | 45'    | 78'  |
| CB                          | 19 | Nicolás Otamendi    | 90+12' |      |
| CB                          | 25 | Lisandro Martínez   |        | 112' |
| RWB                         | 26 | Nahuel Molina       |        | 106' |
| LWB                         | 8  | Marcos Acuña        | 43'    | 78'  |
| CM                          | 7  | Rodrigo De Paul     |        | 67'  |
| CM                          | 24 | Enzo Fernández      |        |      |
| CM                          | 20 | Alexis Mac Allister |        |      |
| CF                          | 9  | Julián Álvarez      |        | 82'  |
| CF                          | 10 | Lionel Messi        | 90+11' |      |
| Substituições:              |    |                     |        |      |
| MF                          | 5  | Leandro Paredes     | 89'    | 67'  |
| DF                          | 3  | Nicolás Tagliafico  |        | 78'  |
| DF                          | 6  | Germán Pezzella     | 112'   | 78'  |
| FW                          | 22 | Lautaro Martínez    |        | 82'  |
| DF                          | 4  | Gonzalo Montiel     | 109'   | 106' |
| FW                          | 11 | Ángel Di María      |        | 112' |
| Outras ações disciplinares: |    |                     |        |      |
| C                           |    | Walter Samuel       | 31'    |      |
| Treinador:                  |    |                     |        |      |
| Lionel Scaloni              |    |                     |        |      |

| Homem do Jogo: Lionel Messi Bandeirinhas: Pau Cebrián Devís Roberto Díaz Pérez Quarto árbitro: Victor Gomes Quinto árbitro: Kyle Atkins Árbitro assistente de vídeo: Alejandro Hernández Hernández Árbitros assistentes de árbitro de vídeo: Drew Fischer Alessandro Giallatini Julio Bascuñán Fernando Guerrero Corey Parker |

Essa é a primeira vez que a seleção do Marrocos alcançou as quartas de finais, o primeiro país árabe a ter chegado, e também o quarto país africano – depois de  Camarões em 1990, Senegal em 2002 e Gana em 2010 – a chegar entre os oito primeiros. Eles já enfrentaram Portugal duas vezes, ganhando uma e perdendo a outra. Ambos os confrontos foram na fase de grupos da Copa do Mundo, sendo Marrocos ganhando por 3 a 1 em 1986 e Portugal vencendo por 1 a 0 em 2018.
| 10 de dezembro          | Marrocos      | 1 – 0     | Portugal | Estádio Al Thumama, Doha                   |
| 18:00 (UTC+3) Histórico | En-Nesyri 42' | Relatório |          | Público: 44 198 Árbitro: ARG Facundo Tello |

| Marrocos | Portugal |

| GK             | 1  | Yassine Bounou      |              |     |
| RB             | 2  | Achraf Hakimi       |              |     |
| CB             | 18 | Jawad El Yamiq      |              |     |
| CB             | 6  | Romain Saïss        |              | 57' |
| LB             | 25 | Yahia Attiyat Allah |              |     |
| DM             | 4  | Sofyan Amrabat      |              |     |
| CM             | 8  | Azzedine Ounahi     |              |     |
| CM             | 15 | Selim Amallah       |              | 65' |
| RF             | 7  | Hakim Ziyech        |              | 82' |
| CF             | 19 | Youssef En-Nesyri   |              | 65' |
| LF             | 17 | Sofiane Boufal      |              | 82' |
| Substituições: |    |                     |              |     |
| DF             | 20 | Achraf Dari         | 70'          | 57' |
| FW             | 21 | Walid Cheddira      | 90+1', 90+3' | 65' |
| DF             | 24 | Badr Banoun         |              | 65' |
| FW             | 14 | Zakaria Aboukhlal   |              | 82' |
| MF             | 26 | Yahya Jabrane       |              | 82' |
| Treinador:     |    |                     |              |     |
| Walid Regragui |    |                     |              |     |

| GK              | 22 | Diogo Costa       |     |     |
| RB              | 2  | Diogo Dalot       |     | 79' |
| CB              | 3  | Pepe              |     |     |
| CB              | 4  | Rúben Dias        |     |     |
| LB              | 5  | Raphaël Guerreiro |     | 51' |
| DM              | 18 | Rúben Neves       |     | 51' |
| CM              | 25 | Otávio            |     | 69' |
| CM              | 10 | Bernardo Silva    |     |     |
| RF              | 8  | Bruno Fernandes   |     |     |
| CF              | 26 | Gonçalo Ramos     |     | 69' |
| LF              | 11 | João Félix        |     |     |
| Substituições:  |    |                   |     |     |
| DF              | 20 | João Cancelo      |     | 51' |
| FW              | 7  | Cristiano Ronaldo |     | 51' |
| MF              | 16 | Vitinha           | 87' | 69' |
| FW              | 15 | Rafael Leão       |     | 69' |
| FW              | 21 | Ricardo Horta     |     | 79' |
| Treinador:      |    |                   |     |     |
| Fernando Santos |    |                   |     |     |

| Homem do Jogo: Yassine Bounou Bandeirinhas: Ezequiel Brailovsky Gabriel Chade Quarto árbitro: Iván Barton Quinto árbitro: David Morán Árbitro assistente de vídeo: Mauro Vigliano Árbitros assistentes de árbitro de vídeo: Ricardo de Burgos Diego Bonfá Armando Villarreal Juan Soto Juan Bellati |

A Inglaterra enfrentou a França 31 vezes, vencendo 17 vezes, empatando cinco e perdendo nove. Dois deles aconteceram durante uma Copa do Mundo com a Inglaterra vencendo as duas vezes: 2–0 na fase de grupos de 1966 e 3–1 durante a primeira fase de grupos de 1982.
| 10 de dezembro          | Inglaterra     | 1 – 2     | França                      | Estádio Al Bayt, Al Khor                    |
| 22:00 (UTC+3) Histórico | Kane 54' (pen) | Relatório | Tchouaméni 17' · Giroud 78' | Público: 68 895 Árbitro: BRA Wilton Sampaio |

| Inglaterra | França |

| GK               | 1  | Jordan Pickford  |     |       |
| RB               | 2  | Kyle Walker      |     |       |
| CB               | 5  | John Stones      |     | 90+8' |
| CB               | 6  | Harry Maguire    | 90' |       |
| LB               | 3  | Luke Shaw        |     |       |
| DM               | 4  | Declan Rice      |     |       |
| CM               | 8  | Jordan Henderson |     | 79'   |
| CM               | 22 | Jude Bellingham  |     |       |
| RF               | 17 | Bukayo Saka      |     | 79'   |
| CF               | 9  | Harry Kane       |     |       |
| LF               | 20 | Phil Foden       |     | 85'   |
| Substituições:   |    |                  |     |       |
| FW               | 10 | Raheem Sterling  |     | 79'   |
| MF               | 19 | Mason Mount      |     | 79'   |
| FW               | 11 | Marcus Rashford  |     | 85'   |
| MF               | 7  | Jack Grealish    |     | 90+8' |
| Treinador:       |    |                  |     |       |
| Gareth Southgate |    |                  |     |       |

| GK               | 1  | Hugo Lloris         |     |     |
| RB               | 5  | Jules Koundé        |     |     |
| CB               | 4  | Raphaël Varane      |     |     |
| CB               | 18 | Dayot Upamecano     |     |     |
| LB               | 22 | Theo Hernández      | 83' |     |
| CM               | 8  | Aurélien Tchouaméni |     |     |
| CM               | 14 | Adrien Rabiot       |     |     |
| RW               | 11 | Ousmane Dembélé     | 46' | 79' |
| AM               | 7  | Antoine Griezmann   | 43' |     |
| LW               | 10 | Kylian Mbappé       |     |     |
| CF               | 9  | Olivier Giroud      |     |     |
| Substituições:   |    |                     |     |     |
| FW               | 20 | Kingsley Coman      |     | 79' |
| Treinador:       |    |                     |     |     |
| Didier Deschamps |    |                     |     |     |

| Homem do Jogo: Olivier Giroud Bandeirinhas: Bruno Boschilia Bruno Pires Quarto árbitro: Mohammed Abdulla Hassan Mohamed Quinto árbitro: Mohamed Alhammadi Árbitro assistente de vídeo: Nicolas Gallo Árbitros assistentes de árbitro de vídeo: Juan Martínez Munuera Neuza Back Alejandro Hernández Hernández Paolo Valeri Ciro Carbone |

## Semifinais
Ambos os lados se enfrentaram cinco vezes, vencendo duas vezes cada e empatando uma vez. Duas dessas partidas aconteceram na fase de grupos da Copa do Mundo, uma vitória por 1–0 para a Argentina em 1998 foi seguida pela vitória da Croácia por 3–0 em 2018
.
| 13 de dezembro          | Argentina                           | 3 – 0     | Croácia | Estádio Nacional de Lusail, Lusail          |
| 22:00 (UTC+3) Histórico | Messi 34' (pen.) · Álvarez 39', 69' | Relatório |         | Público: 88 966 Árbitro: ITA Daniele Orsato |

| Argentina | Croácia |

| GK             | 23 | Emiliano Martínez   |     |     |
| RB             | 26 | Nahuel Molina       |     | 86' |
| CB             | 13 | Cristian Romero     | 68' |     |
| CB             | 19 | Nicolás Otamendi    | 71' |     |
| LB             | 3  | Nicolás Tagliafico  |     |     |
| RM             | 7  | Rodrigo de Paul     |     | 74' |
| CM             | 5  | Leandro Paredes     |     | 62' |
| CM             | 24 | Enzo Fernández      |     |     |
| LM             | 20 | Alexis Mac Allister |     | 86' |
| CF             | 10 | Lionel Messi        |     |     |
| CF             | 9  | Julián Álvarez      |     | 74' |
| Substituições: |    |                     |     |     |
| DF             | 25 | Lisandro Martínez   |     | 62' |
| MF             | 14 | Exequiel Palacios   |     | 74' |
| FW             | 21 | Paulo Dybala        |     | 74' |
| FW             | 15 | Ángel Correa        |     | 86' |
| DF             | 2  | Juan Foyth          |     | 86' |
| Treinador:     |    |                     |     |     |
| Lionel Scaloni |    |                     |     |     |

| GK             | 1  | Dominik Livaković | 32' |     |
| RB             | 22 | Josip Juranović   |     |     |
| CB             | 6  | Dejan Lovren      |     |     |
| CB             | 20 | Joško Gvardiol    |     |     |
| LB             | 19 | Borna Sosa        |     | 46' |
| DM             | 11 | Marcelo Brozović  |     | 50' |
| CM             | 10 | Luka Modrić       |     | 81' |
| CM             | 8  | Mateo Kovačić     | 32' |     |
| RF             | 15 | Mario Pašalić     |     | 46' |
| CF             | 9  | Andrej Kramarić   |     | 72' |
| LF             | 4  | Ivan Perišić      |     |     |
| Substituições: |    |                   |     |     |
| FW             | 18 | Mislav Oršić      |     | 46' |
| MF             | 13 | Nikola Vlašić     |     | 46' |
| FW             | 16 | Bruno Petković    |     | 50' |
| FW             | 14 | Marko Livaja      |     | 72' |
| MF             | 7  | Lovro Majer       |     | 81' |
| Treinador:     |    |                   |     |     |
| Zlatko Dalić   |    |                   |     |     |

Homem do Jogo:

 Lionel Messi
Bandeirinhas:

 Ciro Carbone

 Alessandro Giallatini  

Quarto árbitro:

 Mohammed Abdulla Hassan Mohamed

Quinto árbitro:

 Mohamed Alhammadi

Árbitro assistente de vídeo:

 Massimiliano Irrati

Árbitros assistentes de árbitro de vídeo:

 Paolo Valeri

 Kathryn Nesbitt

 Juan Soto

 Bastian Dankert

 Kyle Atkins
| 14 de dezembro          | França                             | 2 – 0     | Marrocos | Estádio Al Bayt, Al Khor                 |
| 22:00 (UTC+3) Histórico | Theo Hernández 5' · Kolo Muani 79' | Relatório |          | Público: 68 294 Árbitro: MEX César Ramos |

| França | Marrocos |

| GK               | 1  | Hugo Lloris         |  |     |
| RB               | 5  | Jules Koundé        |  |     |
| CB               | 4  | Raphaël Varane      |  |     |
| CB               | 24 | Ibrahima Konaté     |  |     |
| LB               | 22 | Theo Hernández      |  |     |
| CM               | 8  | Aurélien Tchouaméni |  |     |
| CM               | 13 | Youssouf Fofana     |  |     |
| RW               | 11 | Ousmane Dembélé     |  | 78' |
| AM               | 7  | Antoine Griezmann   |  |     |
| LW               | 10 | Kylian Mbappé       |  |     |
| CF               | 9  | Olivier Giroud      |  | 65' |
| Substituições:   |    |                     |  |     |
| FW               | 26 | Marcus Thuram       |  | 65' |
| FW               | 12 | Randal Kolo Muani   |  | 78' |
| Treinador:       |    |                     |  |     |
| Didier Deschamps |    |                     |  |     |

| GK             | 1  | Yassine Bounou       |     |     |     |
| CB             | 18 | Jawad El Yamiq       |     |     |     |
| CB             | 5  | Nayef Aguerd         |     |     |     |
| CB             | 6  | Romain Saïss         |     | 21' |     |
| RWB            | 2  | Achraf Hakimi        |     |     |     |
| LWB            | 3  | Noussair Mazraoui    |     | 46' |     |
| RM             | 7  | Hakim Ziyech         |     |     |     |
| CM             | 8  | Azzedine Ounahi      |     |     |     |
| CM             | 4  | Sofyan Amrabat       |     |     |     |
| LM             | 17 | Sofiane Boufal       | 27' | 66' |     |
| CF             | 19 | Youssef En-Nesyri    |     | 66' |     |
| Substituições: |    |                      |     |     |     |
| MF             | 15 | Selim Amallah        |     | 21' | 78' |
| DF             | 25 | Yahia Attiyat Allah  |     | 46' |     |
| FW             | 9  | Abderrazak Hamdallah |     | 66' |     |
| MF             | 14 | Zakaria Aboukhlal    |     | 66' |     |
| FW             | 16 | Abde Ezzalzouli      |     | 78' |     |
| Treinador:     |    |                      |     |     |     |
| Walid Regragui |    |                      |     |     |     |

Homem do Jogo:

 Antoine Griezmann
Bandeirinhas:

 Alberto Morín

 Miguel Hernández  

Quarto árbitro:

 Jesús Valenzuela

Quinto árbitro:

 Jorge Urrego

Árbitro assistente de vídeo:

 Drew Fischer

Árbitros assistentes de árbitro de vídeo:

 Nicolás Gallo

 Neuza Back

 Armando Villarreal

 Fernando Guerrero

 Corey Parker

## Disputa pelo terceiro lugar
| 17 de dezembro          | Croácia                 | 2 – 1     | Marrocos | Estádio Internacional Khalifa, Al Rayyan           |
| 18:00 (UTC+3) Histórico | Gvardiol 7' · Oršić 42' | Relatório | Dari 9'  | Público: 44 137 Árbitro: QAT Abdulrahman Al-Jassim |

| Croácia | Marrocos |

| GK             | 1  | Dominik Livaković |  |       |
| CB             | 2  | Josip Stanišić    |  |       |
| CB             | 24 | Josip Šutalo      |  |       |
| CB             | 20 | Joško Gvardiol    |  |       |
| DM             | 10 | Luka Modrić       |  |       |
| CM             | 7  | Lovro Majer       |  | 66'   |
| CM             | 8  | Mateo Kovačić     |  |       |
| RW             | 18 | Mislav Oršić      |  | 90+5' |
| LW             | 4  | Ivan Perišić      |  |       |
| CF             | 14 | Marko Livaja      |  | 66'   |
| CF             | 9  | Andrej Kramarić   |  | 61'   |
| Substituições: |    |                   |  |       |
| MF             | 13 | Nikola Vlašić     |  | 61'   |
| FW             | 16 | Bruno Petković    |  | 66'   |
| MF             | 15 | Mario Pašalić     |  | 66'   |
| MF             | 26 | Kristijan Jakić   |  | 90+5' |
| Treinador:     |    |                   |  |       |
| Zlatko Dalić   |    |                   |  |       |

| GK             | 1  | Yassine Bounou      |     |     |
| RB             | 2  | Achraf Hakimi       |     |     |
| CB             | 20 | Achraf Dari         |     | 64' |
| CB             | 18 | Jawad El Yamiq      |     | 67' |
| LB             | 25 | Yahia Attiyat Allah |     |     |
| DM             | 4  | Sofyan Amrabat      |     |     |
| CM             | 11 | Abdelhamid Sabiri   |     | 46' |
| CM             | 23 | Bilal El Khannous   |     | 56' |
| RF             | 7  | Hakim Ziyech        |     |     |
| CF             | 19 | Youssef En-Nesyri   |     |     |
| LF             | 17 | Sofiane Boufal      |     | 64' |
| Substituições: |    |                     |     |     |
| MF             | 13 | Ilias Chair         |     | 46' |
| MF             | 8  | Azzedine Ounahi     | 69' | 56' |
| MF             | 10 | Anass Zaroury       |     | 64' |
| DF             | 24 | Badr Banoun         |     | 64' |
| MF             | 15 | Selim Amallah       | 84' | 67' |
| Treinador:     |    |                     |     |     |
| Walid Regragui |    |                     |     |     |

| Homem do Jogo: Luka Modrić Bandeirinhas: QAT Taleb Al-Marri QAT Saud Al-Maqaleh Quarto árbitro: BRA Raphael Claus Quinto árbitro: BRA Neuza Back Árbitro assistente de vídeo: CHL Julio Bascuñán Árbitros assistentes de árbitro de vídeo: NED Pol van Boekel BRA Bruno Pires EUA Armando Villarreal COL Nicolás Gallo BRA Bruno Boschilia |

## Final
| 18 de dezembro          | Argentina                             | 3 - 3 (pro) | França                              | Estádio Nacional de Lusail, Lusail            |
| 18:00 (UTC+3) Histórico | Messi 23' (pen.), 108' · Di Maria 36' | Relatório   | Mbappé 80' (pen.), 81', 118' (pen.) | Público: 88 966 Árbitro: POL Szymon Marciniak |

|                              |       | Penalidades                        |  |
| Messi Dybala Paredes Montiel | 4 – 2 | Mbappé Coman Tchouaméni Kolo Muani |  |

| 0 | Argentina | França | 0 |